# Second Toughest in the Infants
Second Toughest in the Infants es el cuarto álbum de la banda inglesa Underworld, y el segundo del clásico "MK2", formación junto a Darren Emerson.
Con este álbum, Underworld amplió su paleta progresiva y desarrollo ese sonido característico que incluía melodías épicas. El inusual nombre del álbum proviene de un comentario hecho por el sobrino de Rick Smith, que solo tenía seis años de edad, Simon Prosser, cuando se le preguntó sobre su progreso en el colegio.
Su primer sencillo fue Pearls Girl. En la reedición, se incluyó uno de los himnos de la banda, el cual formó parte de la banda sonora de Trainspotting, “Born Slippy (NUXX)”. El álbum fue certificado con el disco de oro otorgado por la British Phonographic Industry.

## Lista de canciones
| 2 × CD, Álbum |                                         |                                  |          |  |
| N.º           | Título                                  | Escritor(es)                     | Duración |  |
| 1.            | «Juanita / Kiteless / To Dream of Love» | Emerson, Hyde, Smith             | 16:36    |  |
| 2.            | «Banstyle / Sappy's Curry»              | Emerson, Hyde, Smith             | 15:22    |  |
| 3.            | «Confusion The Waitress»                | Emerson, Hyde, Smith             | 06:47    |  |
| 4.            | «Rowla»                                 | Emerson, Hyde, Smith             | 06:31    |  |
| 5.            | «Pearls Girl»                           | Emerson, Hyde, Smith, Underworld | 09:36    |  |
| 6.            | «Air Towel»                             | Emerson, Hyde, Smith             | 07:37    |  |
| 7.            | «Blueski»                               | Emerson, Hyde, Smith             | 02:55    |  |
| 8.            | «Stagger»                               | Emerson, Hyde, Smith             | 07:39    |  |

| Bonus Track Japonés) |                                  |                      |          |  |
| N.º                  | Título                           | Escritor(es)         | Duración |  |
| 1.                   | «Born Slippy Nuxx» (Nuxx)        | Emerson, Hyde, Smith | 11:39    |  |
| 2.                   | «Rez»                            | Emerson, Hyde, Smith | 09:56    |  |
| 3.                   | «Cherry Pie»                     | Emerson, Hyde, Smith | 08:23    |  |
| 4.                   | «Pearl's Girl» (Carp Dreams Mix) | Emerson, Hyde, Smith | 10:06    |  |